# Ulrich von Hardeck
Ulrich von Hardeck (1483–1535) – hrabia kłodzki w latach 1501–1524.
Ożenił się ze Zdenką ziębicką (1483–1522), córką księcia Henryka I Starszego z Podiebradów. Miał brata Hansa (przed 1482–1533), również hrabiego kłodzkiego  w latach 1525–1533. Jego szwagrami byli: Albrecht, Karol, Jerzy Podiebradowicze.